# Heiligenblutkirche Voitsberg

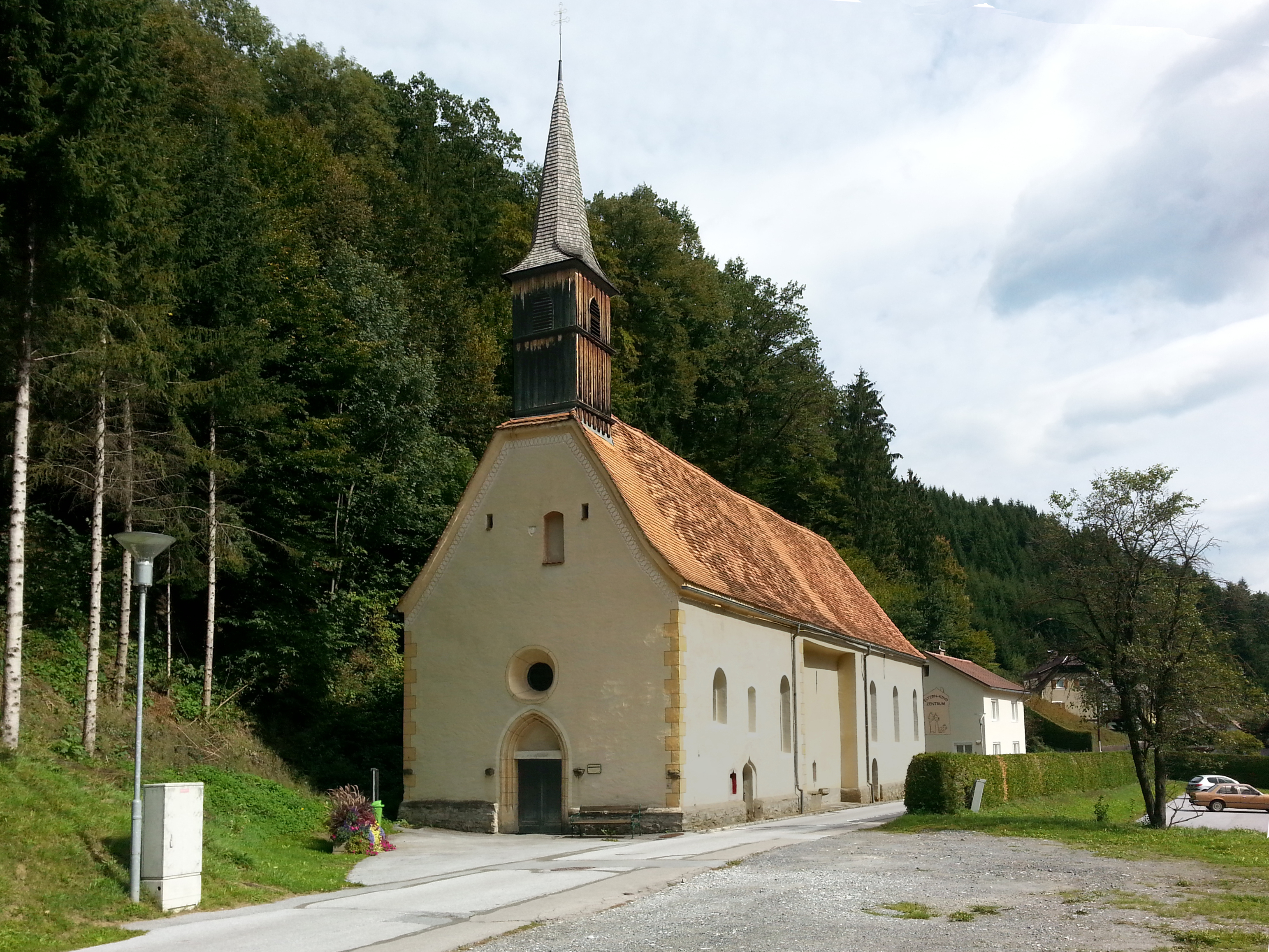
Heiligenblutkirche im September 2013

Die Kirche zum heiligen Blut in Heiligenstatt ist eine römisch-katholische Filialkirche in der Ortschaft Lobming der Stadtgemeinde Voitsberg in der Weststeiermark. Ihre Geschichte führt möglicherweise bis in das Ende des 13. Jahrhunderts zurück.

## Standort
Die Kirche steht östlich der Stadt Voitsberg, in der Ortschaft Lobming, an der Straße zwischen Voitsberg und Graz.

## Geschichte
Die Kirche wurde angeblich 1293 erbaut. Die erste urkundliche Erwähnung wird im Jahr 1394 angenommen, was inzwischen jedoch als nicht ganz zuverlässig gilt. Erst die späteren Nennungen in den Jahren 1443 und 1471 gelten als sicher. Als ältester Teil der heutigen Kirche hat sich der Mittelteil des Gebäudes erwiesen, unter dem Mauerreste eines gotischen Chores mit Fünfachtelschluss erhalten sind.
Um 1500 sowie im 17. und 18. Jahrhundert wurde der Kirchenbau erweitert und umgebaut. Die Kirche wurde zwischen 1953 und 1957 sowie zwischen 1994 und 1995 restauriert. Im Zuge der Restaurierung in den Jahren 1994/95 kam es zu archäologischen Untersuchungen, bei denen die Reste einer Apsis freigelegt wurden.

## Beschreibung
Die Kirche ist ein langgestreckter, spätgotischen Bau mit einer barocken Chorverlängerung. Das Walmdach trägt im Westen einen Dachreiter mit Spitzhelm und zwei 1998 von Perner in Passau gegossenen Glocken mit den Tönen a″ und c‴. Eine im 14. Jahrhundert gegossene gotische Glocke ist zersprungen. Das Eingangsportal im Westen hat ein verstäbtes, spitzbogiges Steingewände, das südliche Kirchenportal hat einen, Kielbogen. An der Außenmauer befindet sich eine größere leere Mauernische, in der früher eine Kreuzigungsgruppe stand.
Das dreijochige Langhaus hat eingestellte Strebepfeiler und wird von einem auf Halbkreisdiensten ruhenden Netzrippengewölbe überspannt. Der zweijochige, alte gotische Chor ist schmäler als das Kirchenschiff und wird ebenfalls von einem auf Rundkonsolen sitzenden Netzrippengewölbe überwölbt. Die Konsolen sind mit Wappenschilden verziert. Ein eingeschnürter, niedriger Fronbogen trennt den ursprünglichen Chor und das Langhaus. Der neue Chor im Osten mit anschließender Sakristei wurde vermutlich im 17. Jahrhundert an den alten Chor angebaut. Dieser barocke Chor ist zweijochig und gleich breit wie das Kirchenschiff. Er wird von einem auf Wandpfeilern ruhenden Kreuzgratgewölbe überspannt. Die hölzerne Empore befindet sich im westlichen Teil des Langhauses.
Der Rokoko-Hochaltar stammt aus dem Jahr 1777. Die schwarz-goldene Kanzel wurde um 1670 und die Orgel 1706 aufgestellt. Das spätgotische Weihwasserbecken aus weißen Marmor trägt ein Hauszeichen. Der offene Beichtstuhl in der Sakristei stammt vermutlich aus dem Ende des 17. Jahrhunderts. In der Kirche befindet sich ein barockes Kruzifix aus der zweiten Hälfte des 17. Jahrhunderts sowie die Darstellung der Maria Magdalena aus der Mitte des 18. Jahrhunderts. Außerdem hängen zwei in der ersten Hälfte des 17. Jahrhunderts entstandene und 1835 übermalte Bilder in der Kirche, welche die Auferstehung Jesu sowie das Jüngste Gericht zeigen.
Ein Stein am Opferstock an der Kirchenmauer zeigt zwei abwärtsstrebende Lilien mit einem Salamander. Der Braunkohle-Werkmeister Johann Eder († 1970) konnte das Zeichen mithilfe einer Alchimistenschrift deuten und erkannte darin einen Hinweis auf Berggold. Ohne die genaue Örtlichkeit zu kennen, begab er sich, von einer Sage inspiriert, am Fuß des Rappoldkogels auf Goldsuche und wurde fündig. Des Weiteren stellte er fest, dass die Kirche von der üblichen West-Ost-Orientierung abweicht und genau in Richtung des gut 20 km entfernten Berges ausgerichtet ist.